# Odo van Maelcote
Odo van Maelcote (* 28. Juli 1572 in Brüssel; † 14. März 1615 in Rom) war ein Jesuit, Astronom und Mathematiker, der am Collegio Romano in Rom lehrte.
Maelcote wurde 1590 in Tournai Novize im Jesuitenorden. Er studierte in Douai unter anderem bei François d’Aguilon. Auf Einladung von Christophorus Clavius kam er nach Rom, wo er Assistent von Christoph Grienberger am Collegio Romano wurde. Neben Mathematik lehrte er dort auch Hebräisch.
1610 wurden die Mathematiker des Collegio Romano Clavius, Grienberger und van Maelcote von den Kirchenoberen zu einer Stellungnahme zu den Entdeckungen aufgefordert, die Galileo Galilei mit seinem Teleskop gemacht hatte. Die Stellungnahme fiel positiv aus und auf einem Bankett im Collegio Romano hielt Maelcote am 18. Mai 1611 eine Lobrede auf den anwesenden Galilei. 1611 ist er wieder in Brüssel, kehrte aber wieder nach Rom zurück, wo er starb.